# Blew
Blew – pierwszy minialbum grungowego zespołu Nirvana, wydany w 1989 roku przez wytwórnie Sub Pop w USA i Tupelo w Anglii.
Minialbum został wydany w grudniu 1989 roku. Znalazły się na nim 4 utwory – dwa z nich, w tym tytułowy "Blew" wcześniej umieszczono na debiutanckim albumie Nirvany, Bleach.
Minialbum został wydany tylko w Wielkiej Brytanii, na płycie winylowej i tylko w nakładzie 3 tys. egzemplarzy.

## Lista utworów
1. „Blew”  – 2:54
2. „Love Buzz”  – 3:35
3. „Been a Son” – 2:23
4. „Stain” – 2:40

## Twórcy
- Kurt Cobain – gitara, wokal
- Krist Novoselic – gitara basowa
- Chad Channing – perkusja
- Jack Endino – producent
- Steve Fisk – producent

## Covery
Własną wersję utworu „Blew” stworzył japoński muzyk Miyavi.